# Андреј Краус
Андреј Краус (слч. Andrej Kraus; Бојњице, 13. јул 1967) је словачки глумац, забављач, сценариста и водитељ.

## Биографија
Рођен је 13. јула 1967, у граду Бојњице. Постао је славан по улози Ласла Комарома у хумористичкој серији Комшилук. Познат је по сарадњи са словачким глумцем Петром Марцином. Учествовао је у емисијама Твистер, Ураган и Хурикан. У садашњости пише серије за телевизију ЈОЈ. Има супругу Данијелу, сина Бориса и ћерку Зоју.